# Pueblo español
El pueblo español constituye un grupo étnico europeo de la península ibérica y una nación originaria de España, que engloba a otros pueblos peninsulares. La mayoría de españoles son de tradición católica. El principal idioma hablado por los españoles es el español o castellano, lengua romance evolucionada desde el dialecto latino medieval de los castellanos. A su vez, este idioma coexiste con otras lenguas vernáculas, como el catalán/valenciano, el gallego, el vasco, o el aranés —que están reconocidas y son cooficiales en sus comunidades autónomas respectivas—, junto con otras varias como el asturleonés y el aragonés.
En España existen varias identidades nacionales y regionales que reflejan la pluralidad de su sociedad. Además, en España residen 9.498.002 personas nacidas en el extranjero (a 1 de abril de 2025), lo que supone el 19,32% de la población, aunque tan solo el 14,13% cuente con nacionalidad extranjera. Estos extranjeros proceden principalmente de América Latina, el Norte de África, Europa, y África Subsahariana.

## Origen del nombre «español»
El adjetivo gentilicio «español» comenzó a usarse en Provenza desde el siglo XII, en escritos (espaignol) durante el siglo XIII, como demostró el filólogo medievalista suizo Paul Aebischer: El término español «aparece en provenzal primeramente como nombre de persona, en la región de Orthez; después en Tolosa, en Agen; más tarde como étnico en una poesía de Raimbaut de Vaqueiras».
En las crónicas medievales se utilizaban los términos Hispani, Christiani y Gothi. En el Poema de Fernán González y en el Libro de Alexandre (siglo XIII) encontramos la denominación Españón. Los peregrinos franceses del Camino de Santiago llamaban españols (espanhols) a los habitantes cristianos de la Península que, como escribe Gonzalo de Berceo, venían a rendir culto al «padrón de españoles».
La Isla Española fue el nombre dado a la isla descubierta por Cristóbal Colón en el Nuevo Mundo en su primer viaje en 1492.
Amado Alonso comenta que el adjetivo español no aparece en títulos de libros antes de 1520.
Entre la palabra España y el adjetivo español transcurre un milenio. Los romanos cultos llamaban Hispania a la península ibérica, pero el vulgo que hablaba latín en la Península pronunciaba España hacia el año 300. Por eso, el historiador Américo Castro comenta: es un desatino llamar español      a cuanto ser animado ha existido sobre la península ibérica.

## Desarrollo histórico

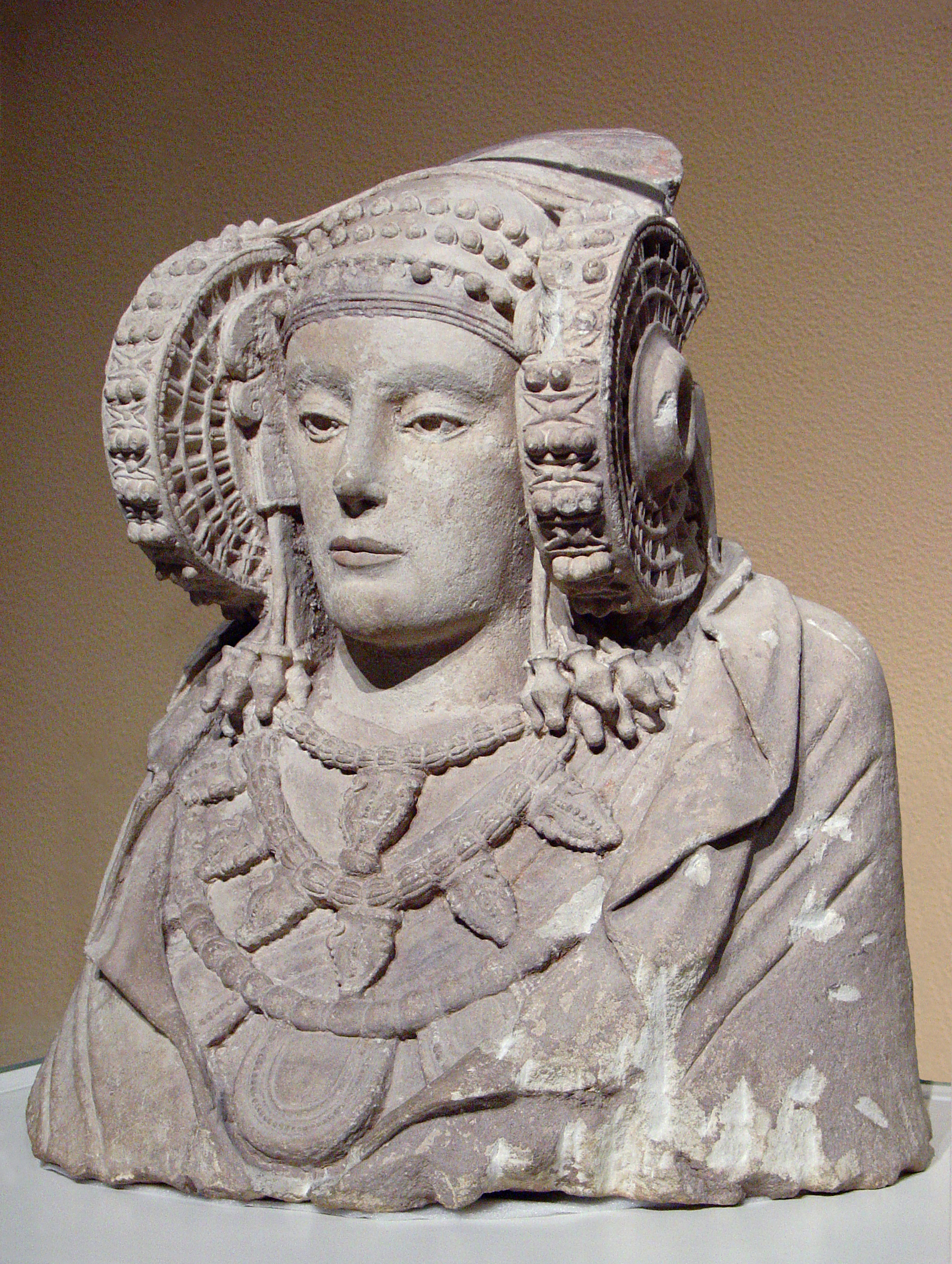
La Dama de Elche, busto íbero tallado en piedra caliza datado entre los siglos V y IV a. C, Museo Arqueológico Nacional de España, Madrid.

### Antecedentes
Antiguos pobladores de la Península
Los primeros humanos modernos que habitan en lo que hoy es España se cree que fueron pueblos paleolíticos que podrían haber llegado a la península ibérica hace 35 000 o 40 000 años.
Los pueblos íberos habitarían en la península entre el III milenio a. C. y II milenio a. C., asentados a lo largo de la costa mediterránea. El pueblo íbero tenía su propia lengua, hoy desaparecida. Dicha lengua se creía que poseía una vinculación con el actual vascuence, teoría hoy en desuso, en parte porque el vascuence no ha podido ser usado para descifrar las inscripciones íberas. Los celtas se establecieron en la Península durante la Edad del Hierro. Las tribus del norte-centro que tuvieron contacto cultural con los íberos, se denominaron celtíberos.
Además, existió una civilización conocida como Tartessos que, según textos clásicos, habitaba el suroeste de la Península, y de la que existen hipótesis que postulan que desarrollaron una organización social compleja diferenciada de la propia de los colonizadores mediterráneos. Desde el siglo IX a. C., según los hallazgos arqueológicos, los marineros fenicios, griegos y cartagineses sucesivamente, fundaron colonias a lo largo de la costa mediterránea, estableciendo relaciones comerciales con los pueblos anteriormente citados.
Dominio Romano
Hispanorromanos

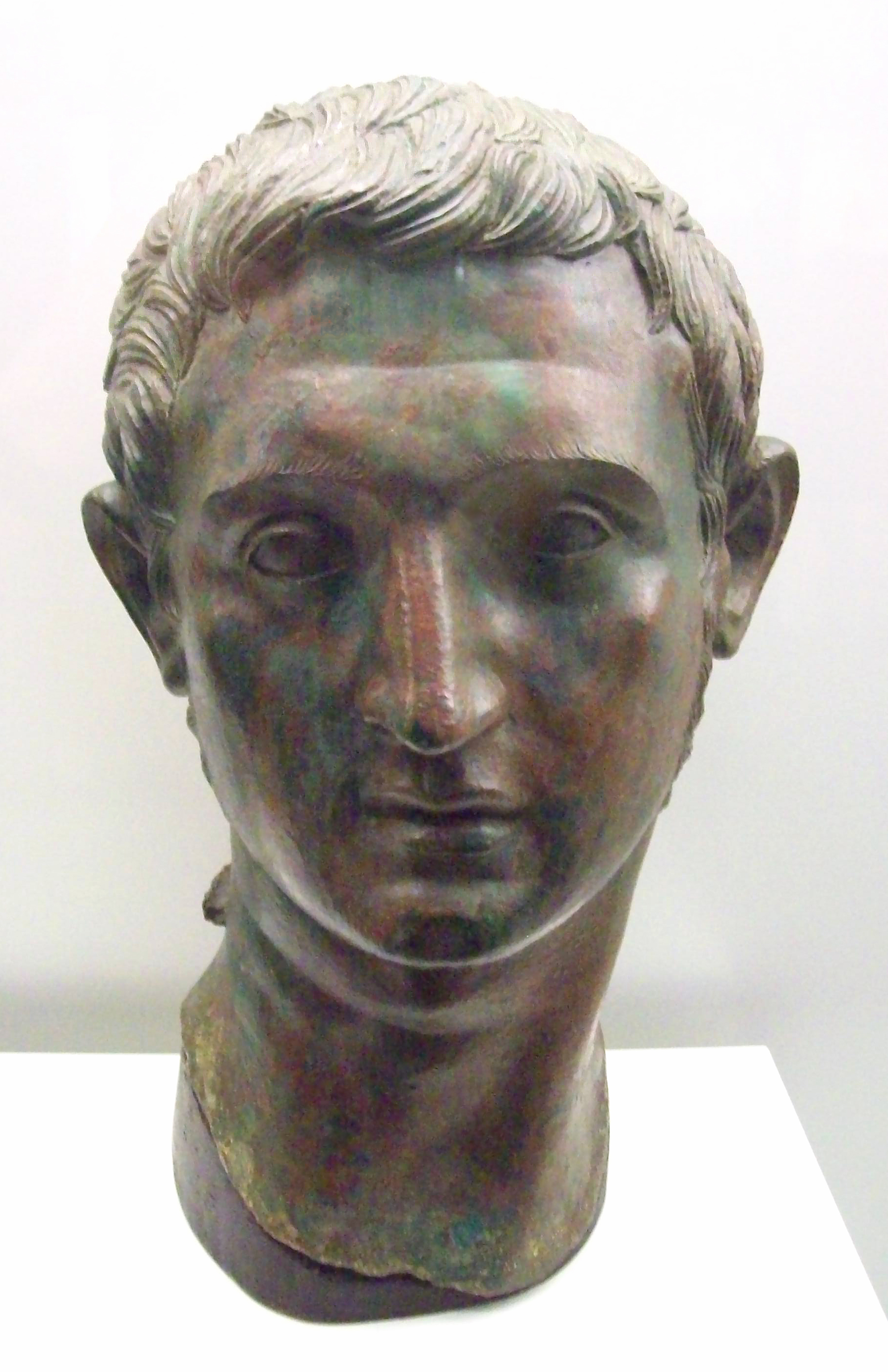
Joven noble hispanorromano del siglo I a. C.

La República romana conquistó la península ibérica, entre los siglos III y I a. C. Llamada Iberia por los antiguos griegos, los romanos la denominaron Hispania, y la dividieron políticamente en dos provincias llamadas Hispania Ulterior e Hispania Citerior, subdivididas más adelante en las llamadas Baetica, Tarraconensis, Lusitania, Carthaginense y Gallaecia.
Como resultado de la colonización romana se originó un grupo de lenguas iberorromances, incluyendo el castellano —que llegaría a ser la principal lengua de España y que se conoce mundialmente como idioma español.
En esta época, las provincias de Hispania se configuraron como parte destacada del Imperio romano, aportando notables pensadores, como Séneca, Quintiliano o Marcial, y gobernantes como Trajano, Adriano y Marco Aurelio.
Monarcas germánicos
Hispanogodos
Los belicosos pueblos germánicos: visigodos, suevos y vándalos, se establecieron en la península ibérica desde comienzos del siglo V, configurando el Reino visigodo que perduraría hasta la dominación musulmana. En esta periodo se consolidó y fortaleció la monarquía como institución vertebradora de Spania. En el prólogo «Laus Spaniae» de su Historia de regibus Gothorum, Vandalorum et Suevorum (Historia de los reyes de los godos, vándalos y suevos) del siglo VI-VII, el erudito hispanogodo Isidorus Hispalensis alaba las virtudes de «Spania» y de sus pueblos.
Se introduce el arrianismo, religión de sus gobernantes, hasta que Recaredo I adopta el cristianismo en 587.

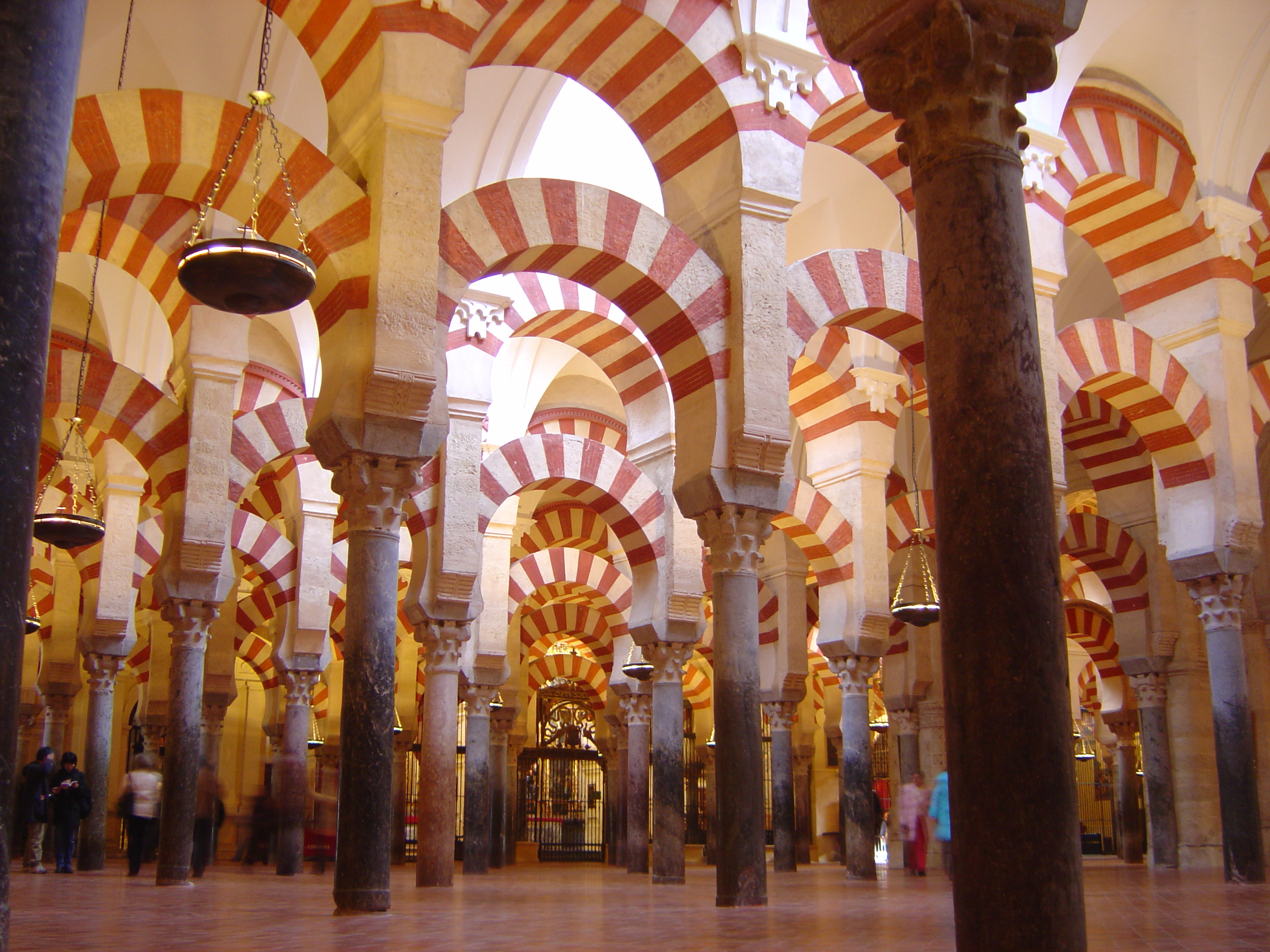
Mezquita-Catedral de Córdoba.

Dominio musulmán
Hispanomusulmanes, hispanojudíos, cristianos
Tras la batalla de Guadalete, en 711, el reino visigodo fue conquistado por los musulmanes que llegarían a gobernar casi la totalidad de la Península, a excepción de la zona norte, germen del cristiano Reino de Asturias. Los musulmanes denominaron a su reino Al-Ándalus.
La población de al-Ándalus era heterogénea. Desde el punto de vista étnico estaba constituida principalmente por muladíes (neo-musulmanes), con el tiempo la mayoría de la población; los bereberes, que conformaban los ejércitos omeyas; y los árabes, la élite dominante, muy inferior en número. Desde el punto de vista religioso la población era musulmana o dhimmi (cristianos y judíos). Se conoce como muladíes a los hispanos cristianos de al-Ándalus que se habían convertido al islam, mientras que se llama mozárabes a los que conservaron la religión cristiana. Tanto unos como otros adoptaron costumbres y formas de vida musulmanas. Los mozárabes y los judíos gozaban de libertad de culto.
Destacan en esta época los médicos andalusíes, Abulcasis, Avenzoar y Averroes, el médico sefardí Maimónides, o los cristianos Raimundo Lulio y Arnaldo de Vilanova.

### Españolidad
Hacia la unificación religiosa

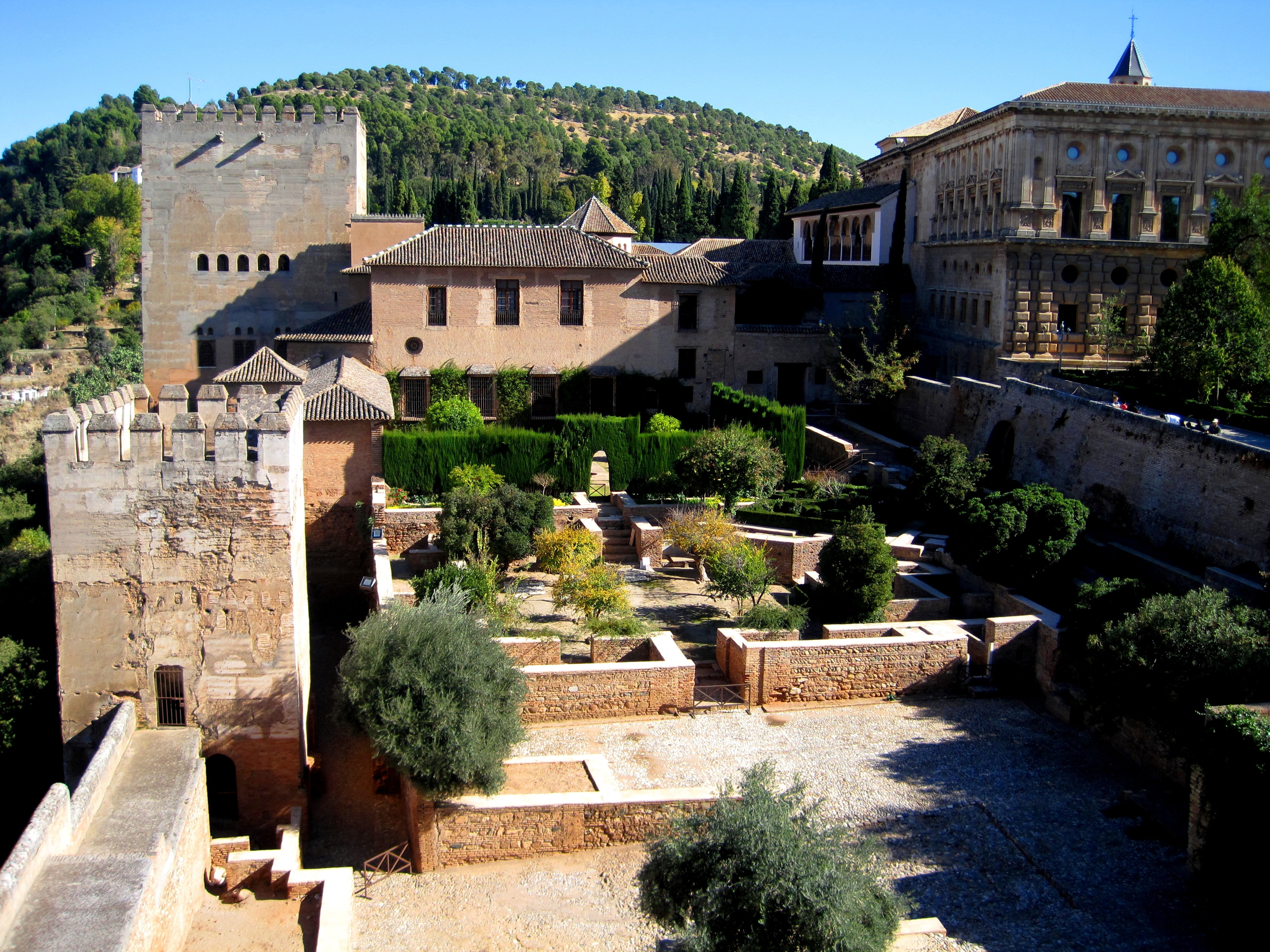
La Alhambra de Granada con el palacio de Carlos I.

Tras finalizar la Reconquista con la toma de Granada en 1492, los judíos o musulmanes que no se convirtieron al catolicismo, fueron expulsados de España. Los musulmanes conversos, llamados moriscos, también fueron expulsados en 1609: se calcula que unos 300 000 de un total de 325 000. La unión dinástica de las monarquías de los reinos cristianos de Castilla y Aragón, llevó a la por muchos anhelada reunificación de España, con una configuración geográfica similar a la que había tenido la diócesis romana de Hispania, a excepción del Reino de Navarra y el de Portugal. Así, el obispo de Gerona, Joan Margarit, se dirigía a los Reyes Católicos: «hicisteis la unión de ambas Españas, la Citerior y la Ulterior». Y Pedro Mártir de Anglería, en carta al arzobispo de Braga, escribe:

«Ferdinandum et Helisabet, quod Hispaniarum corpus possideant, Reges Hispaniarum apellamus. Nec obstat, quin ita vocentur, quod duo de isto corpore digituli, utpote Navarra et Portugallia, auferantur».
Reyes de España llamamos a Fernando y a Isabel, porque poseen el cuerpo de España; y no obsta, para que los llamemos así, el que falten de este cuerpo dos dedillos, como son Navarra y Portugal.

 El Reino de Navarra se incorporaría en 1512 y el de Portugal en 1580, durante el reinado de Felipe II, aunque la unidad ibérica solo se iba a mantener hasta 1640.
Cristianos viejos

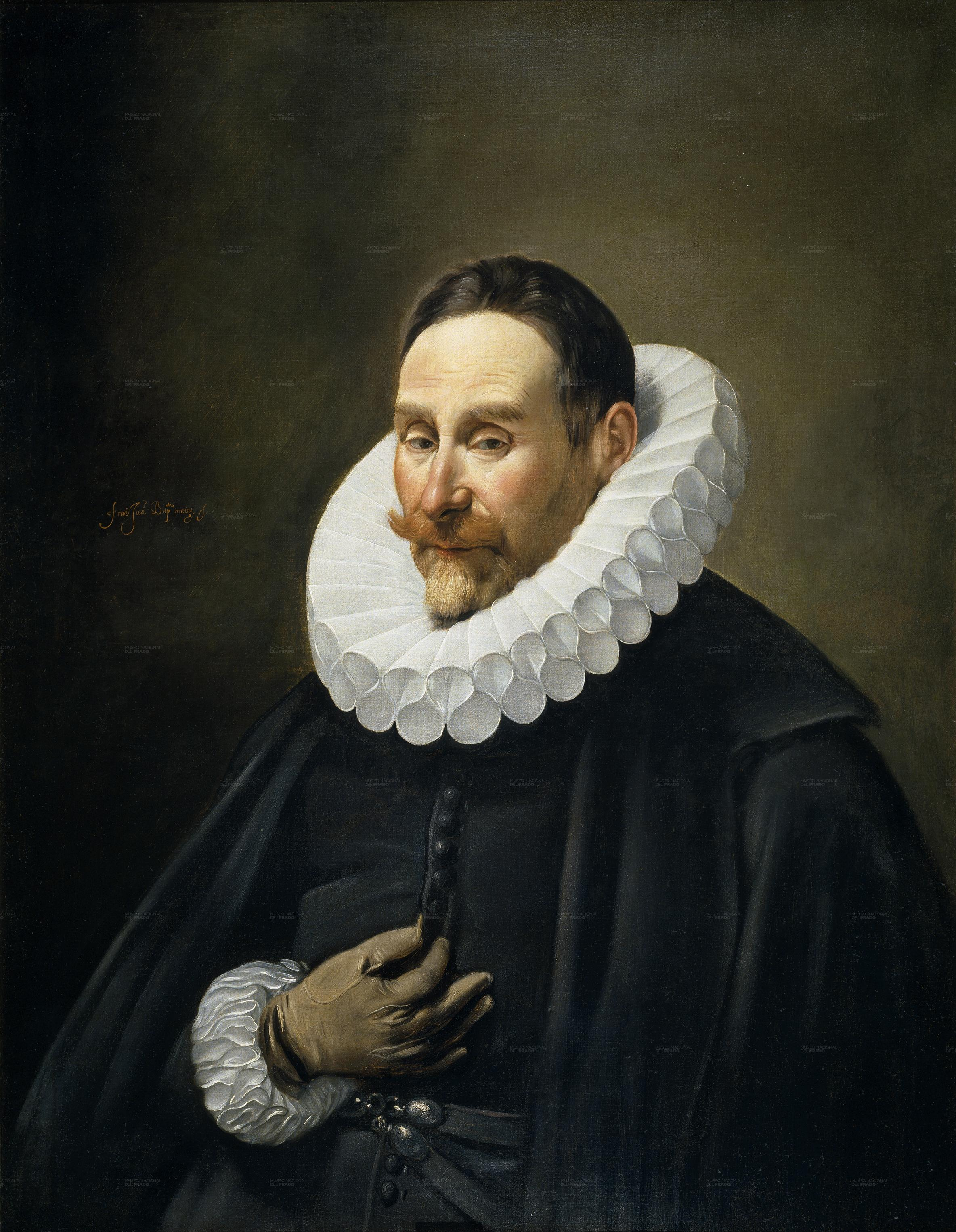
Retrato de un caballero del (1618-1623) obra de Juan Bautista Maíno, conservada en el Museo del Prado de Madrid.

Los reyes Fernando e Isabel lograrían la uniformidad religiosa, pero no la unificación política. Además, la nobleza y los hijosdalgo evitaban dedicarse a labores manuales y menesteres mercantiles y científicos, para no ser tildados de judíos por la Inquisición. El apoyo a la Contrarreforma, y el peso de la jerarquía eclesiástica en muchas instituciones de enseñanza, fue un factor de freno a las nuevas tendencias de la modernidad europea, generando atraso científico, penuria económica, gran desigualdad y flujos migratorios que precipitaron la descomposición del imperio colonial y originaron posteriores enfrentamientos entre españoles.

### Flujos migratorios

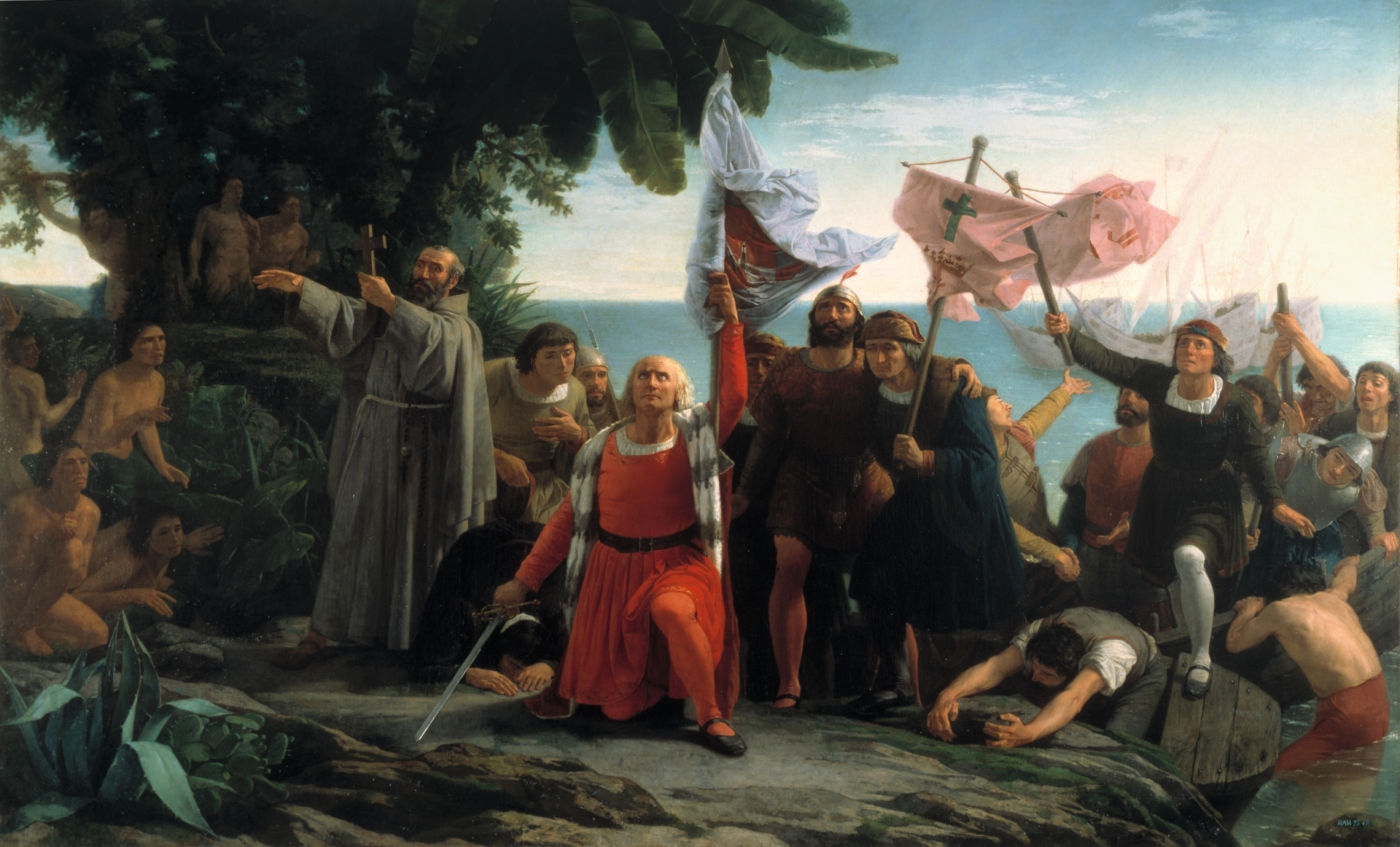
Primer desembarco de Cristóbal Colón en América. (Exposición Nacional de 1862, Medalla de Primera clase). Descubre las Indias Occidentales y al primer asentamiento del Nuevo Mundo le da el nombre de La Isla Española.

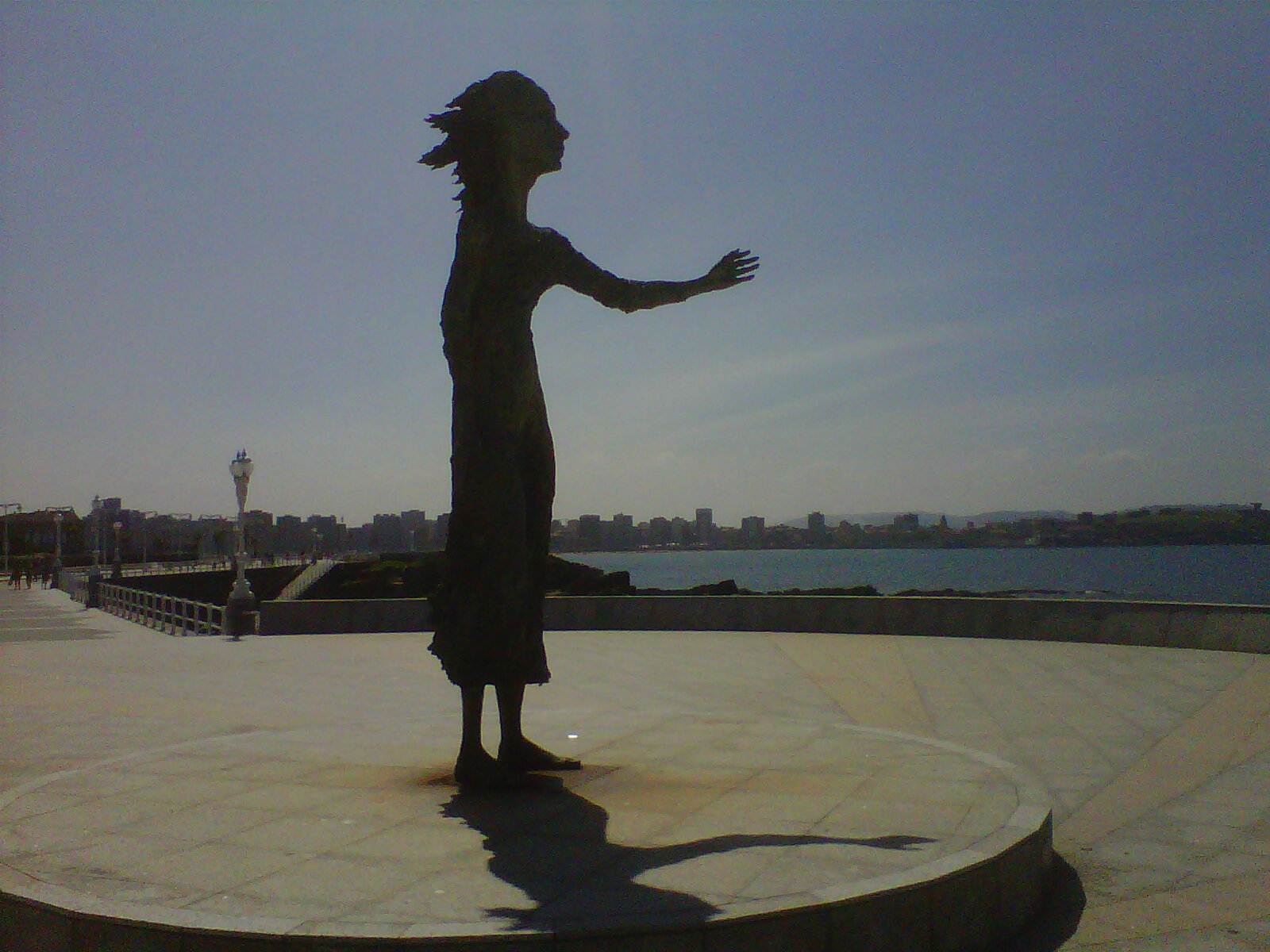
Monumento a la madre del emigrante en Gijón.

En el siglo XVI, después de la conquista militar de gran parte del nuevo continente, cerca de 240 000 españoles emigraron a América. A ellos se sumaron 450 000 en el siglo siguiente. El virreinato de Nueva España y el virreinato del Perú se convirtieron en los principales destinos de los colonos españoles en el siglo XVI. En el período comprendido entre 1850 y 1950, 3,5 millones de españoles se marcharon a las Américas, especialmente Argentina, Uruguay, México, Brasil, Chile, Venezuela, y Cuba. De 1840 a 1890, unos 40.000 canarios emigraron a Venezuela.
Optaron por ir a Argelia casi medio millón de hombres y mujeres levantinos en medio siglo, provenientes principalmente de Alicante y Murcia; unos 94.000 españoles en los últimos años del siglo XIX. A principios del siglo XX unos 250.000 españoles vivían en Marruecos.
Al finalizar la guerra civil española, alrededor de 500 000 españoles huyeron hacia Francia y México, retornando la mayoría años después.
Desde 1961 a 1974, alrededor de 100 000 españoles emigraban cada año hacia Centroeuropa, aunque la mayoría retornaban posteriormente.
La crisis económica de 2008 ha generado una nueva generación de emigrantes españoles. Así entre 2008 y 2012 más de 300 mil jóvenes españoles dejaron el país, la mayor parte para buscar mejores oportunidades educativas y laborales en Europa.
El número de personas con nacionalidad española que residen en el extranjero alcanzó los 2.406.611 a 1 de enero de 2017. Esto supone un incremento del 4,4% (101.581 personas) respecto a los datos a 1 de enero de 2016, según los datos del Padrón de Españoles Residentes en el Extranjero (PERE).

## Idiomas

Idioma español en el mundo.

El pueblo español habla varias lenguas vernáculas. El español o castellano, idioma oficial en toda la nación, es la lengua materna predominante en casi todas las comunidades autónomas de España. Seis de las diecisiete comunidades autónomas de España tienen además, junto con el español, otras lenguas cooficiales. El bilingüismo en distintos grados es una práctica habitual de los españoles que residen en las regiones con lenguas cooficiales.
Todas las lenguas autóctonas de España son lenguas romances, con la excepción de la lengua vasca o euskera, que es una lengua aislada prelatina y según algunas teorías, hoy en desuso, emparentada con la lengua ibera. Según otras teorías, no hay otra relación con el íbero que la de cercanía geográfica, siendo el euskera una lengua del tronco aquitano con evolución local.
Según The World Factbook, el castellano es hablado por el 74% de la población española; el catalán/valenciano por el 17%; el gallego por el 7%; y el vasco por el 2%. Otras lenguas españolas con un rango menor de reconocimiento oficial incluyen el aranés, el asturleonés y el aragonés.

## Religión
Una mayoría de los habitantes de España (67,8% según encuesta del CIS de 2014) se consideran cristianos católicos, si bien más de la mitad de ellos afirma no asistir casi nunca a oficios religiosos.
El 27,5% de la población se define como atea o agnóstica. Existen también minorías musulmanas, judías, protestantes y ortodoxas, cuyo número se ha incrementado recientemente debido a la inmigración, sumando alrededor del 2,3% de la población, así como otros grupos muy minoritarios como budistas, baha'is o mormones, etc.

## Regionalismo y nacionalismo en España

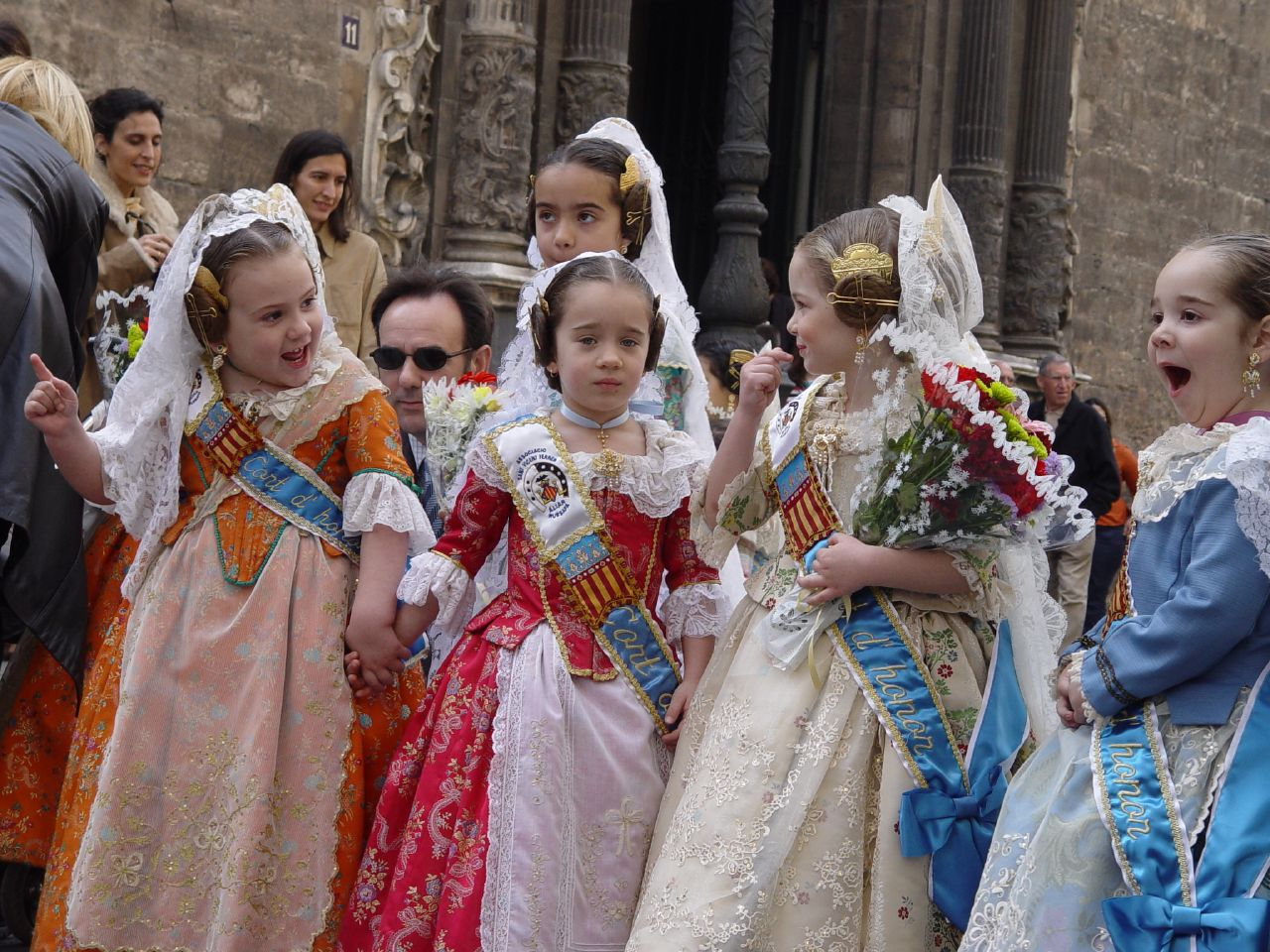
Niñas con el traje tradicional valenciano.

El patriotismo en España se asocia, desde determinados sectores, a una corriente ideológica de la derecha política, así pues, según estos, la derecha en España se habría apropiado del sentimiento español.[cita requerida] Esto se debería a prejuicios asociados al periodo de la dictadura franquista, produciendo un fenómeno particular y distinto al de otras naciones occidentales, cuyos pueblos no vinculan el patriotismo con la derecha ideológica.[cita requerida] Así pues, surge lo que se conoce como las dos Españas, tema de debate entre la izquierda y derecha españolas.[cita requerida] A esto se sumarían las controversias propiciadas por las corrientes políticas conocidas como nacionalismos periféricos. Según una encuesta realizada en España por la fundación Bertelsmann, los extremeños, los madrileños y los castellanoleonenses superaban el 90% de índice de patriotismo; entre el 80% y el 89% estaban Castilla-La Mancha, Islas Baleares, Andalucía, la Comunidad Valenciana, La Rioja, Aragón y la Región de Murcia; entre el 75% y el 79% se encontraban Cantabria, Navarra y Galicia; y finalmente Asturias y Canarias alcanzarían el 74,80%, Cataluña el 72,80% y Euskadi, el 62,60%.
El sentimiento español en España, salvo en el caso de Navarra, Cataluña o País Vasco donde el sentimiento de una nacionalidad distinta a la Española es del 52,9%, 39,8% y 44,1% respectivamente, suele ser muy alto, rondando o incluso superando el 90 % en Castilla-La Mancha, las ciudades autónomas, Asturias, Extremadura, Castilla y León, Murcia y Comunidad Valenciana y rondando o incluso superando el 80 en el resto. La diversidades regionales y el peso de la tradición local son un importante y valioso patrimonio cultural para el pueblo español.

## Genética y aspectos demográficos

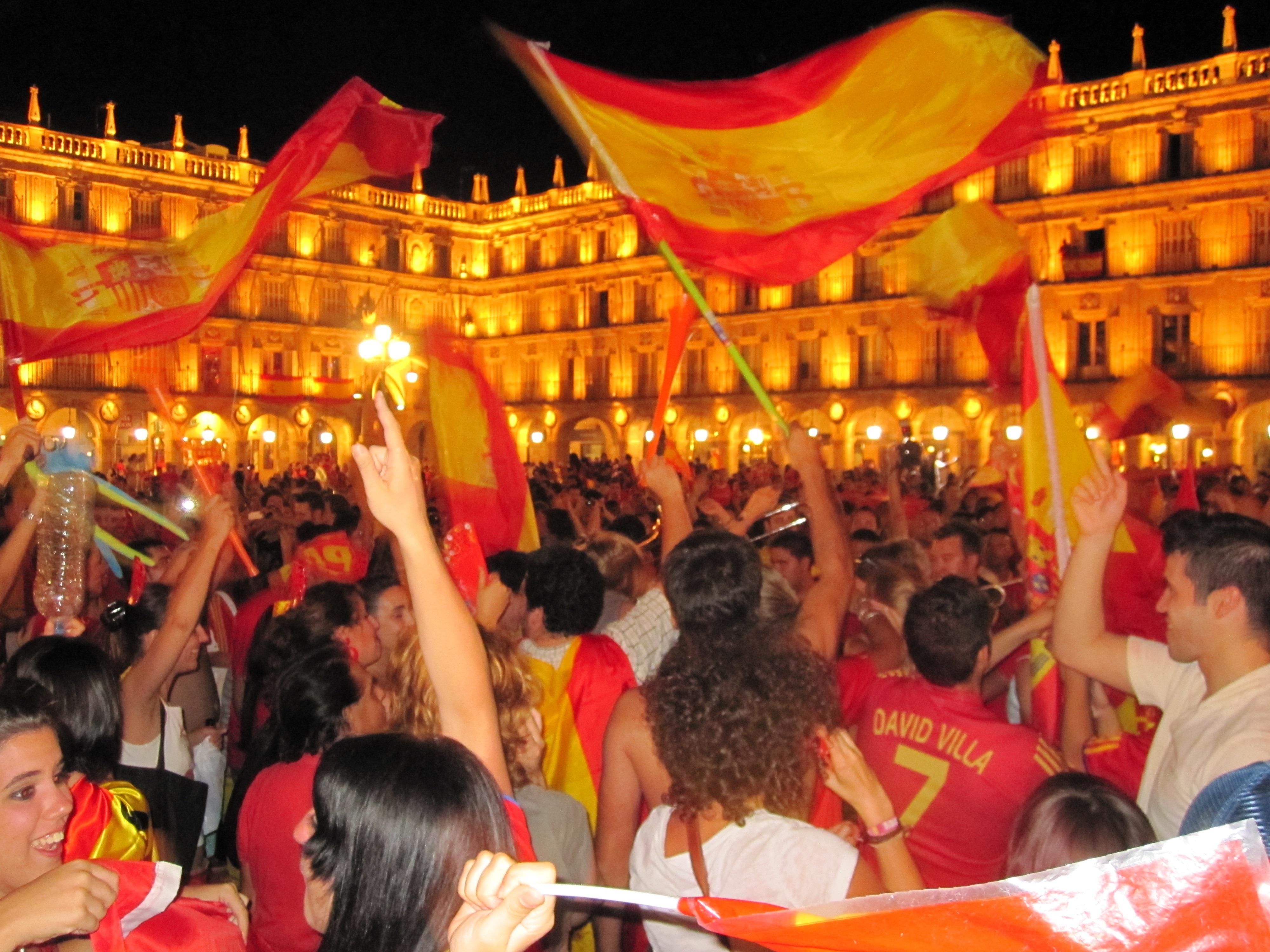
Españoles celebran el Mundial de fútbol 2010 en Salamanca.

Estudios genéticos, autónomos y de los marcadores haplogrupo, muestran claramente que los españoles están estrechamente relacionados con el resto de Europa, y en particular con los grupos de población del litoral del Atlántico: Francia, Gran Bretaña, Irlanda, y su vecino ibérico, Portugal. Un aspecto controvertido es el de la contribución genética del norte de África y el Oriente medio en la población española actual, como resultado de la ocupación árabe de la península en la edad media. Por un lado unos creen que en general, la población tendría muy poca contribución genética proveniente de esa época, debido a procesos posteriores de segregación, estatutos de limpieza de sangre, repoblación y expulsión. Por otro lado, otros creen que los españoles sí que comparten ciertas características genéticas con el Magreb y Oriente Medio. Como nación occidental, España comparte fuertes lazos culturales con el resto del mundo occidental que se debe a la herencia común medieval y romana, pero mantiene relaciones culturales especialmente fuertes con Iberoamérica y los países de Europa latina, especialmente Italia, Portugal y Francia.
Fuera de Europa, Iberoamérica tiene la mayor población de personas con ancestros de españoles. Estos incluyen a personas de ascendencia española total o parcial (principalmente).
Otras regiones del mundo con pequeñas poblaciones descendientes de españoles son las Filipinas y las Islas Marianas.

### Inmigración
La población de España es cada vez más heterogénea debido al gran número de inmigrantes que está recibiendo el país, principalmente desde la década de 1980. En 2005 España tuvo una de las tasas más altas de inmigración per cápita en el mundo y la segunda más alta de migración absoluta en el mundo (después de EE. UU.) y los inmigrantes representan alrededor del 10% de la población. Desde el año 2000 hasta el 2017 España acogió a más de tres millones de inmigrantes. La población de inmigrantes superó en 2006 los cuatro millones y medio. Provienen principalmente de Europa, Iberoamérica, China, Filipinas, África del Norte y África Occidental.

### Etnia gitana
En España vive una de las mayores comunidades de romaníes, conocidos por el exónimo de gitanos, parte de los cuales habla una variedad lingüística propia, el caló. El pueblo gitano pertenece a un antiguo grupo nómada que atravesó gran parte de Asia y se estableció en distintos lugares como el Norte de África, Europa o concretamente la península ibérica durante el siglo XV.
En España no se recopilan datos sobre el origen étnico de sus habitantes. Las estimaciones suelen indicar que hay entre 600 000 y 700 000 gitanos en España, si bien el Centro de Investigaciones Sociológicas estimó que en 2007 el número de gitanos presentes en España probablemente rondaba el millón.Esto convierte a España, junto con Rumania y Bulgaria, en el hogar de una de las mayores comunidades cíngaras de Europa. En el sur de Francia también viven numerosos gitanos de origen español, especialmente en la región de Perpiñán.
Los gitanos españoles, por una serie de razones históricas y culturales, no se consideran extranjeros en España, pero sí de distinta etnicidad. El pueblo gitano desempeña un papel importante en el folclore, en el andaluz en particular, en la música y en la cultura.

### Otras minorías
Además del pueblo gitano se deben considerar otras minorías étnicas de España. Algunas han sufrido cierta discriminación históricamente y se han caracterizado por su marginalidad. Entre estas tenemos a los agotes, maragatos, chuetas, mercheros o pasiegos. Conforman grupos sociales diferenciados de la gran mayoría por diversidad de origen, religión, modo de vida, etc.

## Países con convenio de nacionalidad doble
Lista de los países con los que España tiene suscritos convenios de doble nacionalidad.
| - Argentina - Bolivia - Chile | - Argentina - Bolivia - Chile | - Colombia - Costa Rica - República Dominicana | - Colombia - Costa Rica - República Dominicana | - Ecuador - Francia - Honduras | - Ecuador - Francia - Honduras | - Nicaragua - Paraguay - Perú | - Nicaragua - Paraguay - Perú |

## Principales asentamientos de ciudadanos con nacionalidad española fuera de España
|      | País            | Total (2020) | Total (2017) | Total (2013) | Nacidos en España | Nacidos en el país de residencia | Nacidos en otros países |
| ---- | --------------- | ------------ | ------------ | ------------ | ----------------- | -------------------------------- | ----------------------- |
| 1.º  | Argentina       | 473.519      | 448.050      | 385.388      | 92.454            | 288.494                          | 2.955                   |
| 2.º  | Francia         | 273.290      | 243.582      | 206.589      | 118.072           | 74.028                           | 10.706                  |
| 3.º  | Estados Unidos  | 167.426      | 136.805      | 94.585       | 42.938            | 22.317                           | 28.845                  |
| 4.º  | Alemania        | 167.151      | 148.211      | 116.056      | 54.358            | 56.330                           | 5.209                   |
| 5.º  | Reino Unido     | 152.291      | 115.779      | 74.389       | 45.089            | 17.379                           | 11.377                  |
| 6.º  | Cuba            | 147.617      | 134.677      | 97.980       | 2.222             | 95.611                           | 140                     |
| 7.º  | México          | 144.553      | 130.832      | 100.782      | 23.589            | 80.240                           | 2.896                   |
| 8.º  | Venezuela       | 142.302      | 180.497      | 183.163      | 55.850            | 122.935                          | 3.636                   |
| 9.º  | Brasil          | 133.188      | 129.083      | 110.422      | 28.625            | 77.730                           | 2300                    |
| 10.º | Suiza           | 124.414      | 116.182      | 99.539       | 44.289            | 50.769                           | 4.357                   |
| 11.º | Bélgica         | 67.960       | 61.338       | 50.318       | 24.410            | 21.221                           | 4.478                   |
| 12.º | Uruguay         | 67.414       | 66.850       | 62.491       | 12.539            | 48.528                           | 849                     |
| 13.º | Chile           | 66.399       | 63.162       | 51.768       | 11.068            | 42.875                           | 1.569                   |
| ...  | ...             | ...          | ...          | ...          | ...               | ...                              | ...                     |
|      |                 |              |              |              |                   |                                  |                         |
|      | Fuera de España | 2.618.592    | 2.406.611    | 1.931.248    | 673.662           | 1.141.836                        | 104.554                 |